# Jeffry Denman
 (juin 2022).
La mise en forme du texte ne suit pas les recommandations de Wikipédia : il faut le « wikifier ».
Les points d'amélioration suivants sont les cas les plus fréquents. Le détail des points à revoir est peut-être précisé sur la page de discussion.
- Les titres sont pré-formatés par le logiciel. Ils ne sont ni en capitales, ni en gras.
- Le texte ne doit pas être écrit en capitales (les noms de famille non plus), ni en gras, ni en italique, ni en « petit »…
- Le gras n'est utilisé que pour surligner le titre de l'article dans l'introduction, une seule fois.
- L'italique est rarement utilisé : mots en langue étrangère, titres d'œuvres, noms de bateaux, etc.
- Les citations ne sont pas en italique mais en corps de texte normal. Elles sont entourées par des guillemets français : « et ».
- Les listes à puces sont à éviter, des paragraphes rédigés étant largement préférés. Les tableaux sont à réserver à la présentation de données structurées (résultats, etc.).
- Les appels de note de bas de page (petits chiffres en exposant, introduits par l'outil «  Source ») sont à placer entre la fin de phrase et le point final[comme ça].
- Les liens internes (vers d'autres articles de Wikipédia) sont à choisir avec parcimonie. Créez des liens vers des articles approfondissant le sujet. Les termes génériques sans rapport avec le sujet sont à éviter, ainsi que les répétitions de liens vers un même terme.
- Les liens externes sont à placer uniquement dans une section « Liens externes », à la fin de l'article. Ces liens sont à choisir avec parcimonie suivant les règles définies. Si un lien sert de source à l'article, son insertion dans le texte est à faire par les notes de bas de page.
- La présentation des références doit suivre les conventions bibliographiques. Il est recommandé d'utiliser les modèles {{Ouvrage}}, {{Chapitre}}, {{Article}}, {{Lien web}} et/ou {{Bibliographie}}. Le mode d'édition visuel peut mettre en forme automatiquement les références.
- Insérer une infobox (cadre d'informations à droite) n'est pas obligatoire pour parachever la mise en page.

Pour une aide détaillée, merci de consulter Aide:Wikification.
Si vous pensez que ces points ont été résolus, vous pouvez retirer ce bandeau et améliorer la mise en forme d'un autre article.
 (juin 2022).
 (juin 2022).
Le contenu est difficilement compréhensible vu les erreurs de traduction, qui sont peut-être dues à l'utilisation d'un logiciel de traduction automatique.
 (juin 2022).
Pour les articles homonymes, voir Denman.
Jeffry Denman est un acteur, réalisateur, chorégraphe et auteur américain.

## Biographie

### Jeunesse
Denman est né et a grandi à Buffalo, New York. Il est diplômé de l'Université de Buffalo en tant que major en danse de théâtre musical.

### Carrière
Il a fait ses débuts à Broadway dans la reprise en 1995 de How to Succeed in Business Without Really Trying, a joué Munkustrap dans la compagnie de clôture de Cats et a sous-étudié Matthew Broderick dans la distribution originale de The Producers . Il a été assistant chorégraphe et doublure pour le rôle de Noël Coward dans la revue musicale Off-Broadway If Love Were All en 1999,.
Aux Encores du centre-ville de New York, lors d'une série de concerts, il a joué Jenkins dans Of Thee I Sing (2006) et Pat Mason, Jr. dans Face the Music (2007).
En 2004, il a créé le rôle de Phil Davis face à Brian d'Arcy James, Anastasia Barzee et Meredith Patterson dans la première production mondiale de White Christmas d'Irving Berlin au Curran Theatre de San Francisco. En 2008, il a joué dans la production originale de Broadway face à Stephen Bogardus et Meredith Patterson,.
Il a partagé la vedette dans la comédie musicale de Ken Ludwig, The Gershwins' An American in Paris au Alley Theatre, Houston, Texas, en 2008. Le Houston Chronicle a écrit à son sujet: "un homme de la chanson et de la danse dans la tradition classique, Denman est un voleur de scène naturel." 
En 2010, il a chorégraphié et joué le rôle d'Artie dans la première Off-Broadway de Yank! : a World War II Love Story de Joseph et David Zellnik et a été nommé pour un Drama Desk Award 2010 du meilleur acteur vedette dans une comédie musicale ainsi qu'un Lucille Lortel Award 2010 pour la meilleure chorégraphie.
Il est apparu en tant que Lee Tannen dans la première production mondiale de I Loved Lucy, une pièce basée sur les mémoires les plus vendues de Lee Tannen, produite par le Laguna Playhouse en octobre 2010.
Il a joué le rôle de Michael dans la comédie musicale de John Kander et Greg Pierce, Kid Victory, à la fois dans la première mondiale du Signature Theatre en 2015 ainsi que dans la production ultérieure du Off-Broadway Vineyard Theatre en 2017. Il a reçu une nomination au prix Helen Hayes 2016 pour le meilleur acteur de soutien dans une production musicale-HAYES, et sa deuxième nomination au Drama Desk Award pour sa performance.
En 2016, il a fondé Denman Theatre & Dance Co.
Il est l'auteur de A Year With The Producers: One Actor's Exhausting (But Worth It) Journey from Cats to Mel Brooks' Mega-Hit (Routledge, 2002). 

## Vie privée
Denman et Erin Crouch se sont mariés en août 2008 et ont divorcé en 2017.

## Enregistrements
- Kid Victory (Enregistrement Off Broadway Cast)
- Passion (enregistrement CSC Off Broadway)
- Face the Music  (Encores ! Enregistrement de diffusion)
- White Christmas d'Irving Berlin (enregistrement en studio)
- Stage Door Canteen: Broadway répond à la Seconde Guerre mondiale (enregistrement de la distribution du concert de la 92e rue Y)
- The Producers (distribution originale de Broadway)
- How to Succeed in Business Without Really Trying (1995 Revival Cast Recording)